# Martella amapa
Martella amapa là một loài nhện trong họ Salticidae.
Loài này thuộc chi Martella. Martella amapa được María Elena Galiano miêu tả năm 1996.